# أيلنط مخطوط
أيلنط مخطوط (الاسم العلمي: Ailanthus scripta) هو نوع نباتي يتبع جنس الأيلنط من فصيلة السيماروبية.